# Telefónica Colombia
Telefónica Colombia (denominada Colombia Telecomunicaciones S.A. E.S.P. BIC o también COLTEL) es la empresa de telecomunicaciones más grande de Colombia, resultante de la fusión de Colombia Telecomunicaciones (heredera de Telecom Colombia) y Movistar Colombia en 2012. Opera en Colombia bajo la marca comercial Movistar.
Telefónica está presente en 841 municipios con telefonía fija, 961 con telefonía móvil y en 75 municipios con tecnología 4G LTE. Telefónica cerró el tercer trimestre de 2015 con una base de clientes de 15,6 millones en todo el país: 1,4 millones de líneas fijas en servicio, 12,7 millones de líneas móviles (que incluyen 4,2 millones de clientes de Internet móvil), 1.004 mil suscriptores de banda ancha y 471 mil suscriptores de TV digital satelital. La empresa cuenta con una red de fibra óptica de más 20.000 kilómetros de longitud en todo el territorio nacional.

## Historia
En 2003, bajo la presidencia de Álvaro Uribe Vélez se crea Colombia Telecomunicaciones S.A. E.S.P. BIC (COLTEL), como una sociedad por acciones propiedad 100% del Gobierno de Colombia, en reemplazó de la recién liquidada Empresa Nacional de Telecomunicaciones - TELECOM.
En 2006 se le vendió a la multinacional española Telefónica en subasta pública el 50% más una acción de Colombia Telecomunicaciones. Se enajenó por un valor de $853.577 millones de pesos ($269 millones de dólares). La licitación se adjudicó después de un primer proceso que en 2005 generó críticas por parte de la Contraloría General de la República y que fue abortado.
En 2022, Colombia Telecomunicaciones pudo recibir la titularidad de la infraestructura de redes de telecomunicaciones de la antigua empresa. Mientras tanto, estos equipos estuvieron en manos de un patrimonio autónomo.[cita requerida]
En 2012 la multinacional española Telefónica invirtió US$670 millones en el proceso de rescate de Colombia Telecomunicaciones S.A. E.S.P. - Telecom, un plan que implementó el Gobierno colombiano para evitar la quiebra de la estatal Telecom, que cargaba con un pasivo pensional con 17.000 jubilados.
En 2012 se unifica Colombia Telecomunicaciones S.A. E.S.P (antes Telecom y en la que la Nación poseía el 48% de los títulos y Telefónica el 52%) con la compañía de telefonía móvil Movistar. Telefónica después de tomar el control de Telecom decidió cambiar el nombre a Telefónica Telecom, posteriormente a Movistar aunque la razón social sigue siendo Colombia Telecomunicaciones. En 2013 tenía 3 613 empleados.
En 2014 obtuvo beneficios por 11.314 millones de pesos El Presidente Ejecutivo es Alfonso Gómez Palacio y el CEO es Ariel Pontón
En 2017 Telefónica posee 67,5% de todas las acciones y el gobierno colombiano el 32,5%.

## Posventa
Telefónica tuvo que pagar en una subasta en la que también participaron otros interesados como el magnate mexicano Carlos Slim, 853.577 millones de pesos colombianos (368 millones de dólares). Además del monto de la subasta, el nuevo socio estratégico de la empresa desembolsará cerca de un billón de pesos en los próximos seis meses.[¿cuándo?]
La empresa enfrentó en los últimos años la dura competencia de la telefonía móvil, que no sólo ha impactado negativamente las ventas de sus servicios de larga distancia nacional, sino que empieza a afectar sus cifras de telefonía fija local.
Precisamente, una de las condiciones fijadas por Telecom para recibir a un nuevo socio es que éste le permita ingresar en el negocio de la movilidad.
A la competencia en el sector, hay que sumar la carga que asumió Telecom tras la liquidación de la antigua Empresa Nacional de Telecomunicaciones: 7,58 billones de pesos en pasivos, que están representados en pensiones y problemas pendientes con empleados y proveedores internacionales de equipos.
De ahí que Telefónica no sólo debió pagar el monto ofrecido en la subasta, sino desembolsar en los siguientes seis meses de la subasta cerca de un billón de pesos.
A esto hay que sumar las 17 anualidades que se comprometerá a pagar la nueva Telecom para saldar las deudas de la empresa liquidada.
Una vez cancelados estos compromisos, en 2022, Colombia Telecomunicaciones podrá recibir la titularidad de la infraestructura de redes de telecomunicaciones de la antigua empresa. Mientras tanto, estos equipos estarán en manos de un patrimonio autónomo.
Telefónica después de tomar el control de Telecom decidió cambiar el nombre a Telefónica Telecom (Antes) aunque la razón social sigue siendo Colombia Telecomunicaciones, en este momento la empresa está invirtiendo en mejorar su infraestructura trayendo nuevas tecnologías, se están abarcando nuevos mercados como el de la televisión satelital, etc.

## Empresas vinculadas
Telefónica en Colombia guarda relación con:
- Movistar Colombia - Marca comercial de Telefónica Colombia, siendo esta última su operador a nivel nacional de los servicios básicos en telecomunicaciones (telefonía fija e internet con Movistar, televisión satelital e IPTV con Movistar TV).
- Telefónica Móviles Colombia - Opera a nivel nacional los servicios de telefonía móvil (bajo la marca Movistar).
- Terra Networks Colombia - Opera Portales y Suministra acceso a Internet (bajo la marca Terra).
- Anovo - Dedicada a la actualización y mantenimiento de las redes de Movistar.
- Telebucaramanga (extinta) - Operaba los servicios básicos de telecomunicaciones en la ciudad de Bucaramanga y su Área Metropolitana (telefonía fija, internet y televisión satelital, este último prestado por medio de Movistar TV). Desde diciembre de 2018, Telebucaramanga pasa a formar parte de la infraestructura nacional de Movistar, desapareciendo así su razón social.
- Metrotel (extinta) - Operaba los servicios básicos de telecomunicaciones en la ciudad de Barranquilla y su Área Metropolitana (telefonía fija, internet y televisión satelital, este último prestado por medio de Movistar TV). Igual que en Bucaramanga, Metrotel pasó a formar parte de la infraestructura nacional de Movistar, desapareciendo así su razón social.

## Terra Networks Colombia
Terra Networks Colombia conocida generalmente como Terra, es el portal de Internet, desarrollos tecnológicos, contenidos y servicios “on-line” de Telefónica en Colombia. ofreció, entretenimiento y servicios de comunidad, hasta su liquidación en 2017 [cita requerida], así como en la provisión de contenidos para servicios móviles entre otros.
Terra Networks era una compañía multinacional de Internet, filial de Telefónica. Terra funcionaba como portal y poveedor de acceso de Internet en los Estados Unidos, España, y 16 países latinoamericanos. Terra comercializó sus acciones en Nasdaq bajo símbolo TRLY y en el mercado de acción español bajo símbolo TRR hasta 2005, cuando Terra decidió fusionarse con Movistar. A partir de 2005 las filiales de Terra están bajo control de las coligadas locales de Telefónica y en Colombia pasó a ser parte de Telefónica Colombia a partir de 2006.